# Онколитический вирус
Онколитический вирус - это вирус, который преимущественно заражает и убивает раковые клетки. Когда инфицированные раковые клетки уничтожаются в результате онколиза, они выделяют новые инфекционные вирусные частицы или вирионы, которые помогают уничтожить оставшуюся опухоль. Считается, что онколитические вирусы не только вызывают прямое уничтожение опухолевых клеток, но и стимулируют противоопухолевые реакции иммунной системы хозяина. Онколитические вирусы также способны воздействовать на микроокружение опухоли различными способами.
Потенциал вирусов как противораковых агентов был впервые осознан в начале двадцатого века, хотя скоординированные исследовательские усилия начались только в 1960-х годах. Ряд вирусов, включая аденовирус, реовирус, корь, вирус простого герпеса, вирус болезни Ньюкасла и вакцину, прошли клинические испытания в качестве онколитических агентов. Большинство современных онколитических вирусов сконструированы для селективности в отношении опухолей, хотя есть и встречающиеся в природе примеры, такие как реовирус и сенекавирус, что привело к клиническим испытаниям.
Первым онколитическим вирусом, одобренным национальным регулирующим органом, был генетически немодифицированный энтеровирус штамма ECHO-7 RIGVIR, который был одобрен в Латвии в 2004 году для лечения меланомы кожи; одобрение было отозвано в 2019 году. Онколитический аденовирус, генетически модифицированный аденовирус под названием H101, был одобрен в Китае в 2005 году для лечения рака головы и шеи. В 2015 году talimogene laherparepvec (OncoVex, T-VEC), онколитический герпесвирус, представляющий собой модифицированный вирус простого герпеса, стал первым онколитическим вирусом, одобренным для использования в США и Европейском союзе, для лечения прогрессирующей неоперабельной меланомы.